# Добровольная народная дружина
Доброво́льная наро́дная дружи́на (ДНД) — советская и российская добровольная организация, оказывающая помощь государственным правоохранительным органам в охране общественного порядка, охране государственной границы, на уровне предприятия, коллективного хозяйства, домоуправления, улицы или села.
В Союзе ССР дружины добровольцев имели статус общественных самодеятельных организаций, их задачами являлись борьба с преступностью, помощь пограничным войскам в охране государственной границы, предупреждение и пресечение нарушений общественного порядка и проведение воспитательной работы с населением в содействии с государственными органами. В своей деятельности дружины получали помощь со стороны государства, комсомольских, партийных и профсоюзных организаций.

## Предыстория

### Российская империя
В 1881 году в Москве накануне коронации императора Александра III была создана добровольная народная охрана. Eё общая численность составляла 20 тысяч человек. Во время коронации Николая II в 1894 году численность московской дружины доходила до 80 тыс. человек.
Имеются данные о привлечении в 1899 году к осуществлению полицейского надзора казаков Ейского отдела Кубанской области.
В 1907 году к патрулированию привлекали казаков Кавказского отдела и крестьян Черниговской губернии.
В ходе восстания в Москве в 1905 году добровольная народная охрана помогала полиции в наведении порядка.

### СССР

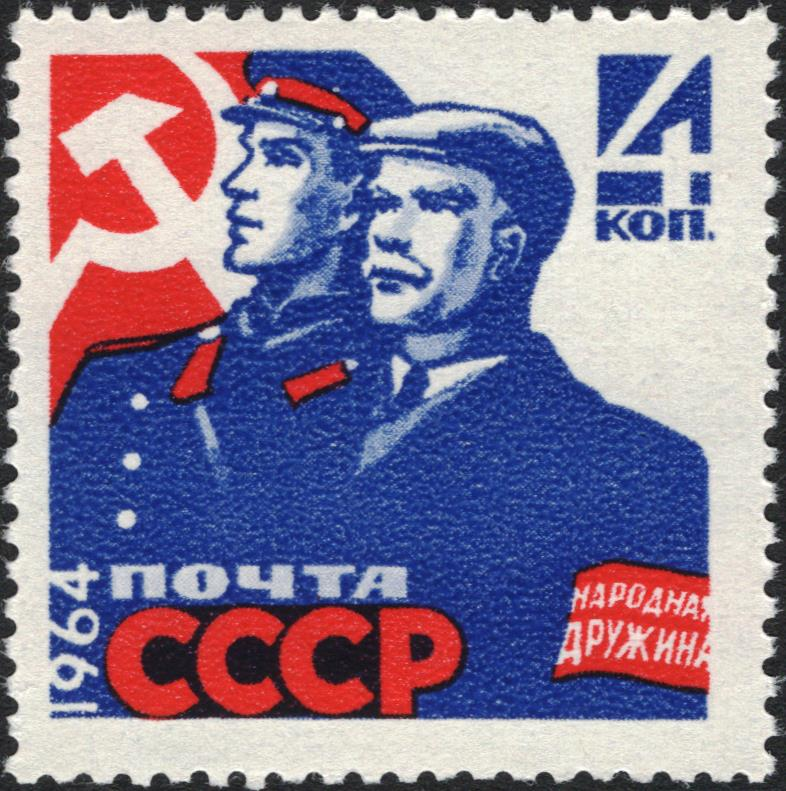
Почтовая марка СССР, 1964 год. Охрана общественного порядка. Работник милиции и дружинник.

Один из первых случаев привлечения добровольцев для оказания помощи органам милиции имел место в 1926 году в Ленинграде (приказ начальника милиции Ленинграда № 120 за 1926 год), в соответствии с которым на ряде промышленных предприятий и в учреждениях города были созданы комиссии общественного порядка (КОП), в 1927 году в городе работали 240 комиссий, объединявших 2300 активистов. Комиссии оказали значительную помощь в работе с пьяницами и борьбе с хулиганством.
В 1927 году НКВД СССР была утверждена «Инструкция о порядке назначения и деятельности сельских исполнителей», которая определяла права и обязанности помощников милиции в сельской местности. На сельских исполнителей были возложены следующие функции:
- оказание помощи органам милиции в поддержании общественного порядка и борьбе с уголовной преступностью;
- при обнаружении преступления — охрана места происшествия до прибытия сотрудников милиции;
- сопровождение арестованных и задержанных до ближайшего органа милиции;
- сообщение органам милиции и сельскому Совету о появлении в деревне уголовных преступников, подозрительных лиц и дезертиров, хранении и сбыте самогона;
- содействие должностным лицам при исполнении ими своих обязанностей;
- наблюдение за порядком на ярмарках и базарах;
- наблюдение за чистотой и санитарным состоянием селения и исправностью дорог;
- сообщение в сельсовет о всех случаях появления в селении эпидемии или эпизоотии;
- оказание помощи больным, пострадавшим от преступления, стихийного бедствия или несчастного случая, а также другим лицам, которые нуждаются в помощи;
- получение и отправка почты своего сельсовета в случае, если сельсовет не имеет своего почтальона или письмоносца;
- объявление гражданам обо всех распоряжениях органов власти путём оповещения на сходах, съездах и собраниях, а также путём вывешивания распоряжений и собраний в специально отведённых для этого местах.

К ноябрю 1928 года относятся первые официальные сообщения о деятельности ячеек добровольных обществ содействия милиции (осодмил) на Нижнетагильском металлургическом заводе. Осодмильцы дежурили в клубах, боролись с хулиганством, пьянством, самогоноварением. Инициативу тагильцев подхватили в Свердловске, Челябинске и Перми, в течение года движение распространилось по всей стране.
Некоторым дружинам, например, на «Красном путиловце», выдавали оружие.
В 1929 году было разработано Положение об обществах содействия милиции.
25 мая 1930 года было принято постановление СНК РСФСР «Об обществах содействия органам милиции и уголовного розыска».
Осодмил находился в подчинении местных Советов, с целью повысить эффективность их работы было принято решение о их реформировании. 26 апреля 1932 года СНК РСФСР принял постановление «О реорганизации обществ содействия органам милиции и уголовного розыска», в соответствии с которым общества содействия органам милиции были преобразованы в бригады содействия милиции (бригадмил), которые создавались при отделениях милиции.
По состоянию на начало 1941 года, в рядах Бригадмил насчитывалось до 400 тыс. помощников милиции.
В период Великой Отечественной войны бригады содействия милиции, находящиеся в прифронтовых районах и на территориях, освобожденных от немецко-фашистской оккупации, временно были реорганизованы в ГООП (группы охраны общественного порядка). Главной задачей ГООП являлась содействие правоохранительным органам в борьбе с диверсантами.
После начала Великой Отечественной войны личный состав бригад содействия милиции использовался для комплектования пожарных и санитарных дружин, групп самозащиты и аварийно-восстановительных отрядов МПВО, истребительных батальонов, частей народного ополчения и других формирований.
Бригады содействия милиции просуществовали до 1958 года.

#### Добровольные народные дружины в охране государственной границы СССР
В соответствии с Положением об охране государственной границы 1960 года, добровольные народные дружины участвовали в охране государственных границ СССР. По решениям местных партийных и комсомольских органов добровольные народные дружины или специально проинструктированные по инициативе органов КГБ группы дружинников привлекаются к выполнению других задач по охране государственной безопасности СССР (недопущение противоправных связей иностранцев с советскими гражданами, патрулирование по периметру особо важных военных и иных объектов, пресечение попыток иностранцев незаконно проникнуть на эти объекты, фотографировать их и т. д.).

## История

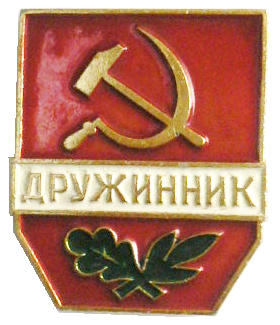
Значок дружинника (РСФСР, 1955—1970 гг.)

Удостоверение дружинника (РСФСР, 1970-е)

Первые добровольные народные дружины охраны общественного порядка были в инициативном порядке созданы в 1955—1957 годы коллективами ряда предприятий Ленинграда: самая первая (120 чел.) возникла на Кировском заводе, впоследствии дружины были созданы на заводе «Русский дизель», металлическом заводе, Невском машиностроительном заводе им. В. И. Ленина, машиностроительном заводе им. Карла Маркса и Ижорском заводе им А. А. Жданова. К 1958 году в Ленинграде насчитывалось 179 дружин общей численностью 8 тыс. чел. (в основном, рабочих, инженерно-технических работников и студентов), в это же время движение получило поддержку со стороны профсоюзных организаций.
На рубеже 1958—1959 гг. движение получило поддержку со стороны партийных и государственных структур и стало массовым. В 1958 году в Ленинграде действовали почти 700 дружин, в составе которых насчитывалось около 15 тысяч дружинников. Позже такие дружины были созданы и в других крупных промышленных центрах.
Основываясь на этом опыте, ЦК КПСС и Совет Министров СССР 2 марта 1959 года приняли постановление «Об участии трудящихся в охране общественного порядка в стране». Это постановление стало основным нормативно-правовым документом, определившим задачи, полномочия и формы организации ДНД вплоть до середины 1970-х годов.
В 1959 году в посёлке Верея Московской области РСФСР из рабочих фабрики «Спартак» (имевших лицензии охотников) была создана первая бригада по борьбе с браконьерством, действовавшая совместно с лесниками, охотинспекторами и сотрудниками милиции. В октябре 1959 года было предложено привлечь организованных дружинников к участию в борьбе с браконьерами и в других районах СССР.
В связи с тем, что в период после 1960 года участились случаи агрессивного сопротивления дружинникам со стороны правонарушителей, 15 февраля 1962 года было принято Постановление Президиума ВС СССР «О усилении ответственности за посягательство на жизнь, здоровье и достоинство работников милиции и народных дружинников».
В конце 1962 года дружинники помимо патрулирования начинают работать в микрорайонах при жилищных конторах.
В апреле 1964 года в Ленинградском военно-охотничьем обществом была создана инициативная группа, которую возглавил подполковник запаса К. Е. Ярыгин. В дальнейшем, на её основе возникла Ленинградская народная дружина по охране природы, принимавшая участие в задержании браконьеров. К началу июля 1965 года такие дружины были созданы и в других охотсообществах на территории Киевской, Одесской, Ленинградской, Московской, Свердловской, Омской и других областей СССР. При исполнении обязанностей дружинники действовали совместно с охотоведами и лесниками и могли иметь свои охотничьи винтовки и ружья, так как браконьеры могли оказать вооружённое сопротивление.
По состоянию на 1970 год в СССР действовали 100 тыс. народных дружин.
По состоянию на начало 1972 года, численность дружинников в СССР составляла почти 7 млн человек, в течение 1971 года ими было задержано свыше 5 тыс. преступников, предотвращено значительное количество правонарушений.
В 1984 году в СССР насчитывалось 282 тысячи дружин (в составе которых действовали 40 тыс. оперативных комсомольских отрядов), 50 тыс. пунктов охраны общественного порядка и 13 млн дружинников, ежедневно на дежурство выходили до 400 тыс. человек.

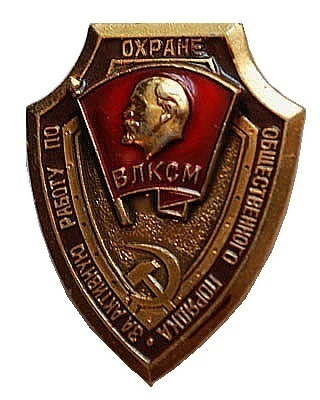
Комсомольский значок «За активную работу по охране общественного порядка».

### Организационная структура
Добровольные народные дружины создавались на основе первичных комсомольских, партийных и профсоюзных отделений, которые находились в каждом учреждении (ВУЗ, предприятие или организация и так далее).
Народным дружинам оказывали организационно-методическую помощь по линии местных органов внутренних дел и материально-техническую помощь (предоставление помещений, телефона, мебели…) по линии руководства предприятий, местных Советов и органов ДОСААФ.
В марте 1960 года в Ленинграде был создан первый общегородской штаб ДНД и начали проводить обучающие семинары для дружинников. Позднее, на основе анализа опыта деятельности дружин МВД СССР и Министерством юстиции СССР была разработана единая 24-часовая программа подготовки дружинников.
В дальнейшем, к началу 1970-х годов, за каждой дружиной был закреплён определённый участок территории, а штабы народных дружин, которые осуществляли общее руководство деятельностью дружинников, создавались не только на общегородском уровне, но и на уровне городских районов, а также на предприятиях, имевших дружины численностью свыше 100 человек.
В начале 1970-х годов для повышения эффективности работы ДНД в составе крупных дружин в некоторых городах СССР выделяли специализированные формирования:
- оперативные отряды — как правило, молодёжные или комсомольские. Оперативные комсомольские отряды дружинников (ОКОД) обычно создавались в вузах страны и состояли из общественно активных студентов. Члены ОКОДа в свободное время помогали милицейским патрулям не только в охране общественного порядка на территории студенческих городков и в окружающем микрорайоне, но и раскрывали преступления вместе с сотрудниками милиции. Одним из примеров таких отрядов может служить ОКОД НЭТИ имени Назыфа Халимова из Новосибирска. Отряд назван в честь студента, погибшего от рук преступников во время дежурства по охране общественного порядка в 1966 году[26].
- воспитательные группы — по воспитательно-профилактической работе с учащимися, «трудными» детьми и подростками.

В период после 1974 года была создана единая организационная структура народных дружин, в составе которых выделяли:
- территориальные народные дружины
- специализированные народные дружины:

- дружины по работе на транспорте (действовали на пригородных поездах и в метро, совместно с линейными отделами УВДТ);
- группы регулирования дорожного движения (действовали совместно с сотрудниками ГАИ);
- дружины по борьбе с хищениями социалистической собственности (занимались сторожевой охраной объектов, участвовали в их инженерном укреплении — починке заборов, установке решёток и фонарей, следили за соблюдением пропускного режима и трудовой дисциплины);
- группы по работе с несовершеннолетними;

- сводные оперативные отряды дружинников (временные объединения, которые обеспечивали правопорядок на торжественных, праздничных, спортивных и иных массовых мероприятиях);
- оперативные комсомольские отряды дружинников (ОКОД)

Кроме того, к 1984 году в некоторых городах действовали иные формы специализированных дружин:
- так, в Москве и Ленинграде были созданы дружины по охране порядка на воде (добровольцы-спасатели из числа спортсменов, дежурившие на пляжах в летнее время)[24];
- в Ярославле действовало внештатное подразделение дорожно-патрульной службы, которое объединяло 150 владельцев автомобилей и мотоциклов[24];
- в Киеве действовала дружина по борьбе с радиохулиганством[24];
- в Дзержинске (Горьковская область РСФСР) для вечернего патрулирования отдельных районов города была создана специализированная дружина, объединявшая спортсменов и активистов клуба служебного собаководства[24]

После того, как 1 декабря 1978 года было принято Постановление ЦК КПСС и Совета Министров СССР «О дополнительных мерах по усилению охраны природы и улучшению использования природных ресурсов», в Грузинской ССР и ряде других мест были организованы «зелёные патрули» ДНД в районе заповедников, заказников и охотхозяйств. Дружинники оказывали помощь сотрудникам милиции и охотинспекторам в патрулировании местности, борьбе с очагами возгорания, противодействии нарушениям режима заповедных зон (разведение костров, выброс мусора, вырубки…), рыболовства и охоты.
Кроме того, известен случай создания на базе народной дружины подразделения муниципальной милиции — 11 января 1990 года в связи с осложнением криминальной обстановки и ростом межнациональной напряжённости, жителями посёлка Колхозабад Таджикской ССР в инициативном порядке был создан отряд муниципальной милиции для ночного патрулирования посёлка и помощи милиции в обеспечении общественного порядка в сельской местности. В состав отряда вошли отставные военные и ветераны МВД, а также несколько ветеранов боевых действий в Афганистане.

### Дружинники ГАИ
Дружинников содействующих Государственной автомобильной инспекции (ГАИ) МВД СССР, также можно отнести к добровольным народным дружинам. Сотрудники этой дружины, (дружинники и старшие общественные автоинспекторы), как правило, были из числа автолюбителей-активистов, профессиональных водителей, работников службы безопасности дорожного движения на автотранспортных предприятиях (служба БД) и прочих работников автомобильного транспорта. Они были наделены почти теми же полномочиями, что и инспекторы ГАИ. Могли останавливать автомобильный транспорт, проверять документы и исправность и даже задерживать нарушителей, среди участников дорожного движения. Инспектирование могло вестись, как на отдельных постах, (оживленные трассы, развязки и перекрестки), так и мобильно, с помощью авто- и мототранспортных средств, в том числе и совместно с сотрудниками ГАИ.
Дружинники ГАИ имели специальные нарукавные повязки, нагрудные значки, удостоверения, а также табельный лист, где велась соответствующая отчетность о проделанной работе.

### Формы деятельности
Обычно дружинники в группах по несколько человек патрулировали улицы городов, периметр территории предприятий и следили за порядком в общественных местах. Они имели достаточно широкие полномочия, в частности имели право задержать человека и доставить его в отделение милиции. Таким образом, несколько человек без проблем справлялись с мелкими правонарушителями (хулиганами, пьяницами, нарушителями тишины и т. д.).
Достаточно часто практиковалось совместное патрулирование (два-три дружинника под руководством милиционера). В некоторых случаях, дружинники могли выполнять дополнительные функции: например, по поручению участкового инспектора милиции они вручали судебные повестки и извещения.

### Результативность
Добровольные народные дружины внесли значительный вклад в противодействие преступности. В общей сложности, за первые 25 лет работы дружин, свыше 800 дружинников были награждены правительственными орденами и медалями, более 6 тысяч — награждены медалью «За отличную службу по охране общественного порядка», ещё несколько тысяч были награждены почётным знаком «Отличный дружинник», Почётными грамотами и ценными подарками. В память о дружиннике Шихане Батыршине, который задержал вооружённого нарушителя границы до прибытия пограничного наряда, был назван колодец в пустыне Каракумы.
Известны случаи героизма и самопожертвования, проявленные дружинниками, а также случаи задержания ими опасных преступников и рецидивистов:
- в ноябре 1962 года в Витебске дружинники Рыбкин и Лимов задержали трёх дебоширов в заводской столовой на ул. Димитрова. После того, как Лимов направился за помощью, хулиганы напали на дружинника  В. А. Рыбкина. В ходе рукопашной схватки один из них внезапно выхватил нож и пять раз ударил дружинника, с целью убить и скрыться до прихода сотрудников милиции, однако в этот момент нападавшие были задержаны. Покушавшимся оказался военный преступник Иванов, судимый до войны за хулиганство; в районе Синявинских высот он перешёл линию фронта и поступил на службу в вермахт[a] — сначала в военно-инженерное подразделение, строившее укрепления, а затем в батарею дальнобойной артиллерии. По решению суда, Иванов был расстрелян. Тяжелораненный дружинник Рыбкин выжил, за мужество при задержании преступников он был награждён орденом Красной Звезды[31].
- в октябре 1963 года в Костроме дружинник Ю. П. Ерохов (по профессии — слесарь текстильной фабрики «Знамя труда») вступил в схватку с вооружённым ружьём преступником, был смертельно ранен, но сумел задержать нападавшего до прибытия милиции (впоследствии его именем была названа одна из улиц города)[32].
- в Чите дружинник Ю. Ф. Кадкин (по профессии — шофёр мехколонны № 902) задержал рецидивиста, вооружённого обрезом винтовки[33].
- дружинник Г. А. Вашченко (колхозник свинофермы) участвовал в отражении вооружённого нападения на пограничный пост «Таир-11» — он услышал выстрелы и поднял тревогу, после чего с личным охотничьим ружьём прибыл на помощь занимавшему пост пограничному наряду в составе трёх пограничников[34].
- 5 декабря 1965 года в Казани в схватке с бандитами были убит член боевой комсомольской дружины Казанского авиационного института Артём Айдинов и ранены дружинники Ю. Силаев и Л. Штейнберг. Именем Айдинова названа улица Казани.
- В ночь на 2 мая 1966 года в Томске в ходе задержания опасного преступника, совершившего накануне убийство двух человек, застрелен в упор из карабина заместитель командира студенческого оперативного отряда ТИРиЭТа Сергей Вицман. Произошедшее породило в городе большой общественный резонанс, в результате чего оперативный отряд, в котором состоял Сергей, пополнился большим числом новых членов, а имя Вицмана присовоено части Аэродромной улицы Томска, рядом с которой жил погибший дружинник[35].

Как отмечал министр внутренних дел БССР В. А. Пискарёв, дружины становились хорошей школой для отбора и начальной подготовки кадров советской милиции: только в 1984 году по рекомендации со стороны партийных, комсомольских организаций и трудовых коллективов на службу в органы министерства внутренних дел было отобрано свыше 3 тыс. человек, имевших опыт работы в составе ДНД — «и это были уже морально и профессионально подготовленные люди».

### Внешние знаки отличия дружинников
Внешними знаками отличиями участников народных дружин (дружинников) были красные нарукавные повязки и нагрудные значки, которые выдавались (или вручались) вместе с удостоверением члена добровольной народной дружины.

### Поощрение дружинников
Члены ДНД поощрялись дополнительными выходными (отгулами) и днями к своему отпуску по основному месту работы, где находилось первичное отделение партийной, комсомольской и профсоюзной организации, которое направляло его на общественную деятельность.

### Расформирование дружин
В 1991 году после распада СССР и запрета КПСС, её молодёжная всесоюзная комсомольская организация ВЛКСМ была распущена. Многие государственные учреждения и предприятия были переданы в частную собственность. Большинство новых собственников отказалось от содержания своих профсоюзных организаций. Имущество партийных и комсомольских организаций было изъято.

## После 1991 года

### Беларусь
В Беларуси объединение граждан, участвующих в охране правопорядка, называется «Добровольная дружина». Деятельность добровольных дружин и внештатных сотрудников правоохранительных органов осуществляется на основании закона «Об участии граждан в охране правопорядка», в соответствии с «Примерным положением о добровольной дружине» и «Типовым положением о порядке оформления и деятельности внештатных сотрудников правоохранительных органов, органов и подразделений по чрезвычайным ситуациям, органов пограничной службы Республики Беларусь» (которые утверждены постановлением Совета министров). Отдельно регламентируется деятельность добровольных пожарных дружин.
Согласно Положению, добровольная дружина создается по территориально-производственному принципу по решению органа местного управления. Дружина образуется на собрании граждан, созываемом инициативной группой. Руководят дружиной избираемые на собраниях командир и штаб, могут создаваться также городские, районные и областные штабы. Дружинникам вручаются удостоверение (может прикрепляться к верхней одежде в виде нагрудной карточки), отличительный нагрудный знак с личным номером дружинника и нарукавная повязка установленного образца.
Среди задач добровольных дружин в Беларуси — участие в профилактике правонарушений, помощь ГАИ, а также участие в обеспечении порядка в случае чрезвычайных ситуаций, в мероприятиях по охране и защите государственной границы и др. Так, с органами пограничной службы в стране взаимодействуют 178 дружин, в которых участвует около 2 тыс. граждан (2008 г.). По данным Государственного пограничного комитета Беларуси, около 30 % нарушителей границы задерживается при участии дружинников.

### Российская Федерация
На муниципалитеты городских округов, на основании пункта 37 статьи 16 Федерального закона от 06.10.2003 N 131-ФЗ «Об общих принципах организации местного самоуправления в Российской Федерации» отнесены вопросы по оказанию поддержки гражданам и их объединениям, участвующим в охране общественного порядка, создание условий для деятельности народных дружин.
Заметный спад активности ДНД начался с 1989 года. К этому времени традиционные советские организационные формы участия общественности в борьбе с правонарушениями стали малоэффективными в связи с изменением характеристик преступности. С 1992 года серьёзным ударом стала передача коммерческим структурам помещений пунктов общественной охраны правопорядка, приватизация и закрытие крупных предприятий (из трудовых коллективов которых ранее создавались многие ДНД), отсутствие финансирования. Однако отдельные дружины сохранились.
В сентябре 1993 года было принято Постановление Правительства РФ № 959 от 22.09.1993 «О мерах по усилению охраны общественного порядка на улицах городов и других населенных пунктов РФ», устанавливавшее нормативно-правовые основы деятельности дружин на территории Российской Федерации. В результате, в ряде мест ДНД были созданы или восстановлены:
- общественный дивизион «Авторозыск» (специализированная ДНД ГАИ Оренбургского УВД) из 100 человек действовал в Оренбургской области. Дружинниками становились передовые рабочие и служащие по рекомендации предприятий и организаций, внештатные сотрудники милиции, работали на общественных началах (2 дежурства в месяц). Только за 1994 год они отработали 19 тыс. часов, установили 22015 нарушений ПДД, 325 водителей в состоянии алкогольного опьянения и 320 — не имевших водительского удостоверения[42].
- В 1993 году народная дружина была воссоздана в Москве на основании временного положения[43]. 26 июня 2002 года мэром города Ю. М. Лужковым и депутатами Московской городской думы был принят закон о Московской городской народной дружине[44], установивший правовые основы и принципы деятельности этого государственно-общественного объединения. Автор документа — депутат О. Е. Бочаров.
- в 1994 году в Омске действовал оперативный молодёжный отряд (31 чел. в возрасте до 30 лет)[45].
- в 1995 году в Ярославской области действовали 185 дружин общей численностью 2000 человек. В течение года они отработали 39 тыс. часов, пресекли 5 тыс. правонарушений и раскрыли 196 преступлений. Деятельность ДНД привела к снижению уличной преступности до уровня 1991 года.

Однако уже в 1996 году полковник милиции А. Кольцов отметил изменения в мотивации дружинников: «проблему вовлечения граждан в правоохранительную деятельность приходится решать уже не на энтузиазме, а на каких-то иных началах, решая прежде всего такой вопрос, как материальное вознаграждение за участие в охране общественного порядка».
В 1995 году в России был принят закон «Об общественных объединениях», в соответствии с которым действовавшие ранее нормативно-правовые документы о деятельности народных дружин были признаны утратившими силу, а создание и деятельность дружин и иных общественных объединений граждан по охране правопорядка не предусматривались.
По состоянию на начало 2009 года в России действовало более 34 тысяч общественных формирований правоохранительной направленности, в которых состояло более 363 тысяч человек. При этом, несмотря на более чем скромное материально-техническое и финансовое обеспечение ДНД, с участием дружинников в год раскрывалось около 40 тысяч преступлений и выявлялось свыше 400 тысяч административных правонарушений.
В Санкт-Петербурге ежегодно проводится конкурс на звание лучшего дружинника. Одной из лучших добровольных народных дружин, удостоенных премии Правительства Санкт-Петербурга является Санкт-Петербургская РОО «ДНД „Ульянка”».
30 декабря 2013 года после серии терактов в Волгограде губернатор Волгоградской области Сергей Боженов сообщил о том, что была образована дружина. Их цель — патрулирование улиц и остановок общественного транспорта.
4 апреля 2014 года вступил в силу Федеральный закон № 44-ФЗ от 2 апреля 2014 года «Об участии граждан в охране общественного порядка», главным нововведением которого стало возрождение добровольных народных дружин на территории России.
В 2015 году в Самарской области по инициативе и поддержке начальника ГУ МВД по Самарской области, генерал-лейтенанта милиции Алексея Солодовникова были массово организованны ДНД, с добровольно-принудительным участием в дружине ЧОПов.

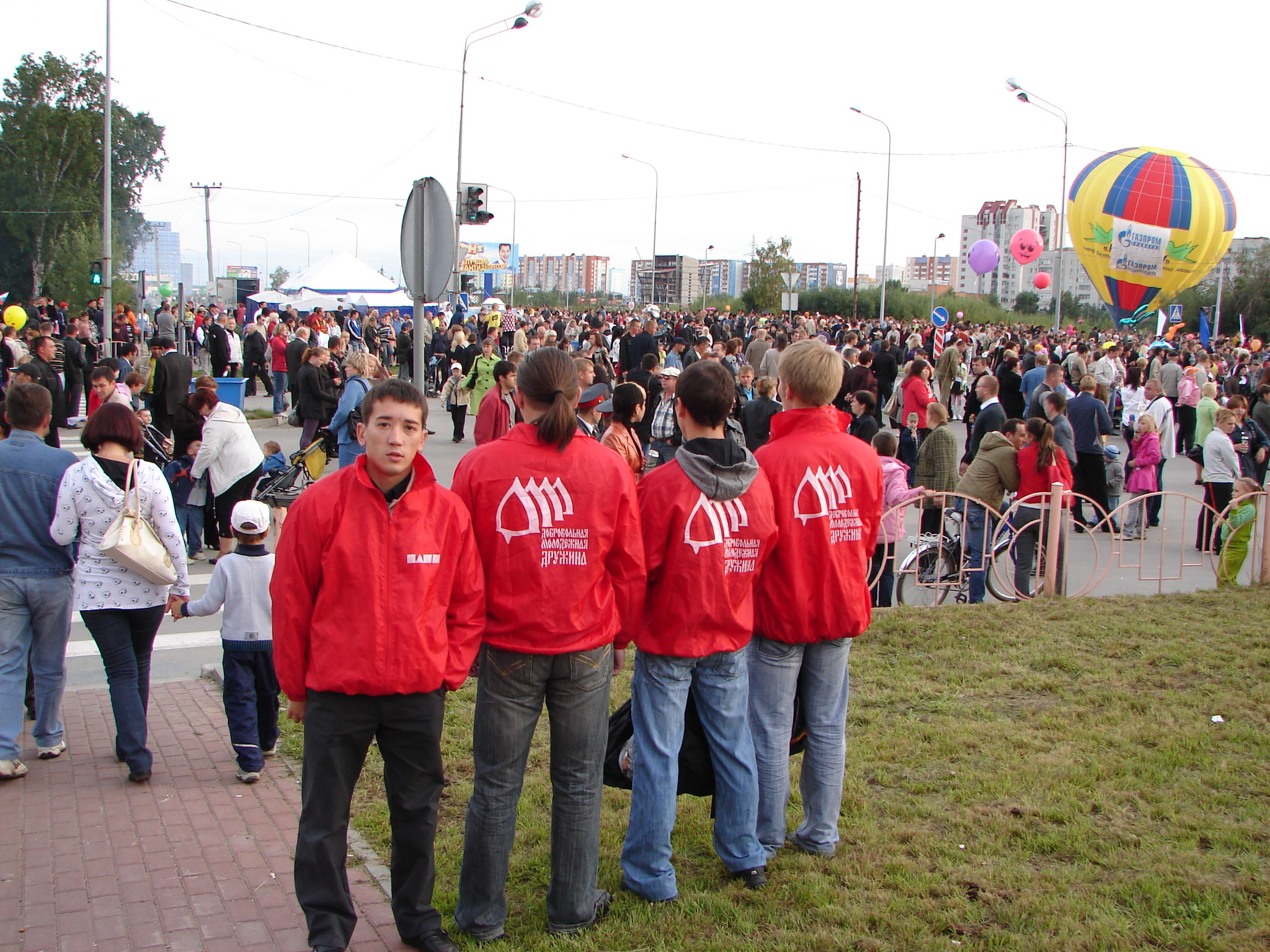
Отряд ДМД на празднике дня города Сургут (2009)

### Добровольная Молодёжная Дружина (ДМД)
В мае 2006 года Молодёжным движением НАШИ было организовано направление «Добровольная молодёжная дружина» (ДМД).
В 2008 году движение разделилось на автономные проекты и «ДМД» было преобразовано в отдельную общественную организацию. В 2009 году на Всероссийском слёте регионального актива дружины в лагере Селигер при поддержке Росмолодёжи проект был реорганизован в Межрегиональную ассоциацию «Добровольные Дружины Страны».
Проект не являлся государственной программой, участники ДМД не имели льгот. В 2011 году Росмолодёжь прекратила финасирование этого проекта, подразделения в регионах были распущены.

### Иные формирования по охране правопорядка
В настоящее время объединения по охране правопорядка действуют в ряде регионов России в различных организационных формах, в том числе:
- казачьих дружин по охране общественного порядка[58]
- студенческих отрядов по охране правопорядка (СООПР) — созданы при некоторых ВУЗах[59].

В нескольких субъектах РФ приняты нормативно-правовые акты, регламентирующие деятельность общественных объединений граждан по охране правопорядка. В некоторых случаях, такие объединения получают поддержку со стороны органов государственной или муниципальной власти. В настоящий момент региональные дружины преобразованы на основании ФЗ-44 от 2 апреля 2014 года.

### Украина
См. Муниципальная варта
В июне 2000 года был принят закон Украины «Об участии граждан в охране общественного порядка и государственной границы», в котором были определены порядок создания и деятельности общественных формирований по обеспечению охраны общественного порядка, обязанности и права их членов, вопросы социальной защиты и средств поощрения и взыскания, которые могут быть применены к членам общественных формирований.
В соответствии с приказом министра внутренних дел Украины № 379 от 13 июня 2000 года, дружинники были внесены в категорию лиц, которым разрешено иметь средства самообороны: газовое и травматическое оружие.

## Преступления дружинников
Известны случаи совершения дружинниками преступлений, в том числе серьёзных.
- На рубеже 1977—1978 годов в Архангельске действовал серийный убийца Третьяков, убивший 7 человек, прежде чем был задержан, осуждён и казнён в 1979 году. Он был членом ДНД[69].
- Командиром отряда народной дружины был витебский маньяк Михасевич, совершивший 36 убийств в 1971—1985 годах[70].

## Отражение в культуре и искусстве
- Картина «Дружинники» (СССР, художник Н. П. Толкунов).
- Стихотворение «Мы дружина народная» (СССР, М. В. Владимов).
- Типичный для 1980-х годов пример участия советских работников в ДНД, отношения к нему этих работников, взаимоотношения дружинников с милицией, был показан в художественном фильме «Самая обаятельная и привлекательная» (1985 г.) для создания атмосферы жизни обычного советского НИИ 1980-х годов.
- Преступника, использующего повязку дружинника ГАИ, для угона автомобиля, можно увидеть в советском детективе «Пропавшие среди живых» (1981 г.).
- В фильме«Операция "Ы" и другие приключения Шурика» (1965) персонаж Бывалый в исполнении Евгения Моргунова является на место совершения преступления под видом дружинника.
- В фильме «Стиляги» (2008) показано противостояние комсомольской дружины и  неформальной молодёжи в конце 1950-х годов.
- В фильме «Плюмбум, или Опасная игра» главный герой является дружинником.